# إيليا كلاشنيكوف
إيليا كلاشنيكوف (بالروسية: Калашников, Илья Евгеньевич)‏ هو لاعب كرة قدم روسي في مركز الوسط، ولد في 10 يوليو 1982 في بيتروزوفودسك في روسيا. لعب مع نادي روستوف أون دون ونادي روستوف.